# Estoński Apostolski Kościół Prawosławny
Estoński Apostolski Kościół Prawosławny (est. Eesti Apostlik-Õigeusu Kirik) – autonomiczny Kościół prawosławny podlegający jurysdykcji patriarchy Konstantynopola.

## Historia

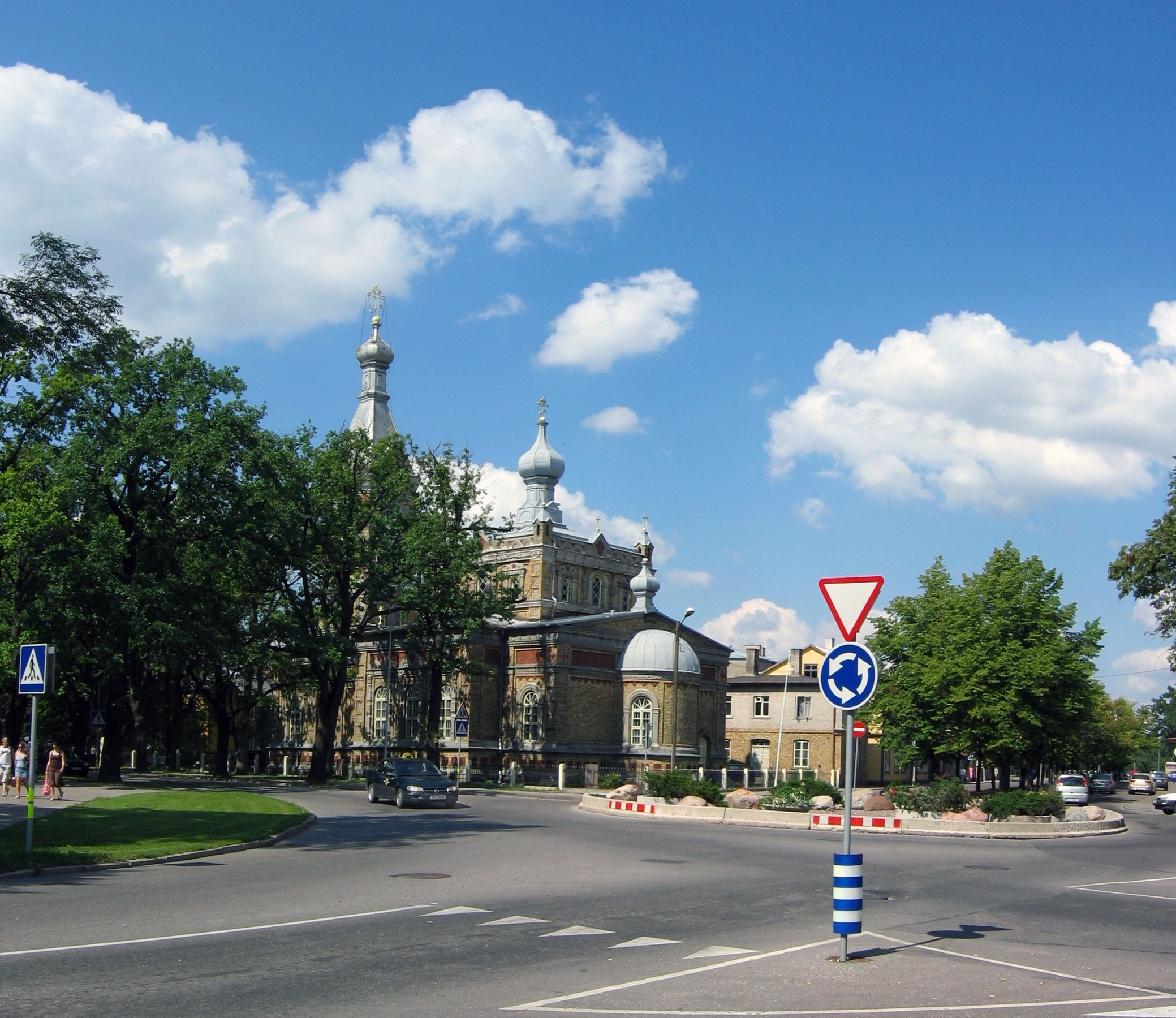
Sobór Przemienienia Pańskiego w Parnawie

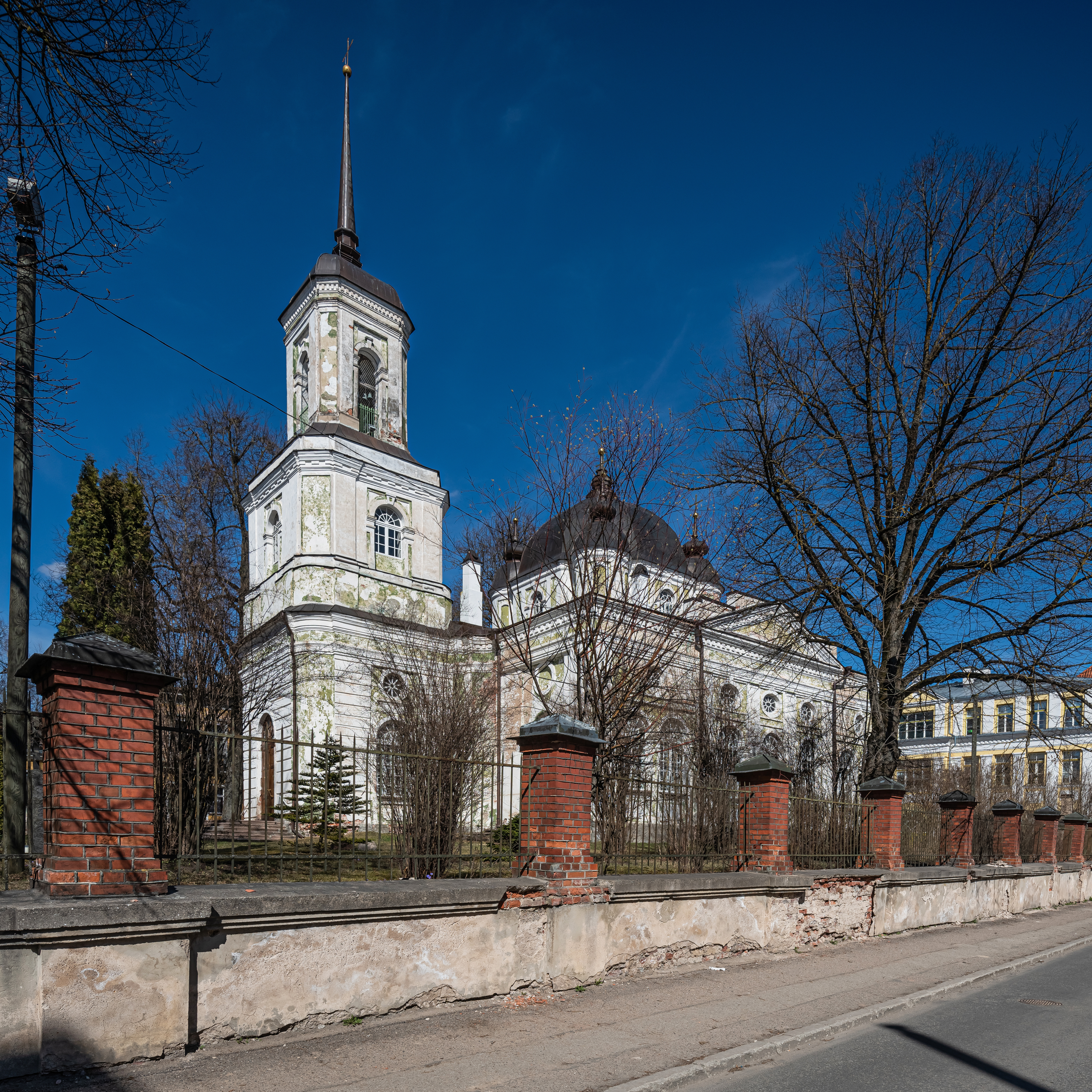
Sobór Zaśnięcia Matki Bożej w Tartu

W 1923 przedstawiciele Estońskiego Samorządnego Kościoła Prawosławnego Patriarchatu Moskiewskiego wystąpili, nie bez nacisku ze strony władz państwowych, o przejście pod jurysdykcję patriarchy Konstantynopola i o przyznanie autokefalii. Tomos patriarchy z 7 lipca 1923 przyznawał jedynie autonomię, kroku tego nie uznał Rosyjski Kościół Prawosławny. Nowa struktura kościelna otrzymała nazwę Prawosławnej Metropolii Estońskiej, podzielonej na eparchie tallińską i narewską. Od 1935 w użyciu jest nazwa Estoński Apostolski Kościół Prawosławny. W 1939 prawosławni stanowili 17,5% ogółu społeczeństwa, posiadali 156 parafii, 2 czynne klasztory, a łączna liczba wiernych kształtowała się w granicach 210 tys.
Po przyłączeniu Estonii do ZSRR podjęty został szereg kroków wymierzonych w Estoński Apostolski Kościół Prawosławny: zamknięty został wydział teologiczny uniwersytetu tallińskiego oraz jedyne seminarium duchowne. 23 września 1940 synod Kościoła został zmuszony do zwrócenia się do Patriarchatu Moskiewskiego o ponowne przyjęcie, z zachowaniem statusu cerkwi samorządnej i bez zmian wśród hierarchii. 31 maja 1941 patriarcha Moskwy ogłosił powrót Estońskiego Apostolskiego Kościoła Prawosławnego do Rosyjskiej Cerkwi Prawosławnej. Decyzja ta, potwierdzona w 1945, spotkała się ze sprzeciwem części wiernych oraz metropolity Aleksandra, którzy emigrowali z kraju.
Po upadku ZSRR 54 parafie należące do tej pory do Estońskiego Kościoła Prawosławnego wyraziły wolę przyłączenia się do emigracyjnych struktur podległych patriarsze Konstantynopola. 22 lutego 1996 patriarszy tomos podtrzymał decyzję z 1923 o przyjęciu prawosławnych Estonii pod swoją jurysdykcję. Tymczasowym zwierzchnikiem Estońskiego Apostolskiego Kościoła Prawosławnego został metropolita Finlandii. Decyzja ta spotkała się ze zdecydowanym sprzeciwem Rosyjskiego Kościoła Prawosławnego. W 2010 obydwa Kościoły zadeklarowały jednak chęć wznowienia kontaktów.

## Prawosławie w Estonii – sytuacja obecna
Na terenie Estonii Estoński Apostolski Kościół Prawosławny działa równolegle z Estońskim Kościołem Prawosławnym Patriarchatu Moskiewskiego. Grupuje on przede wszystkim przedstawicieli mniejszości rosyjskiej, podczas gdy Estoński Apostolski Kościół Prawosławny zrzesza niewielką grupę prawosławnych Estończyków. Historycznie wyznaniem dominującym w Estonii był protestantyzm (luteranizm).

## Struktura Kościoła
Od 1999 na czele Kościoła stoi metropolita Tallinna i całej Estonii Stefan (Charalambides), pochodzący z Cypru. Oprócz niego w skład soboru biskupów Kościoła wchodzą również: biskup Tartu Eliasz oraz biskup parnawski i saremski Aleksander.
Liczbę wiernych kościoła szacuje się na 7 tys.

### Podział administracyjny
W skład Kościoła wchodzą trzy eparchie:
- archieparchia tallińska[5]
- eparchia parnawska i saremska[6]
- eparchia Tartu[7].

W jurysdykcji Kościoła działa też żeński skit św. Jana Chrzciciela w Reo.